# Parchi nazionali del Kazakistan
Attualmente (inizio 2017) vi sono dodici parchi nazionali in Kazakistan, situati principalmente nel sud del paese, nella regione di Almaty.
| Nome                                 | Istituzione | Regione                            | Superficie (ha) | Posizione                                                             | Immagine |
| ------------------------------------ | ----------- | ---------------------------------- | --------------- | --------------------------------------------------------------------- | -------- |
| Parco nazionale Altyn-Emel           | 1996        | Almaty                             | 161.153         | Mappa di localizzazione: Kazakistan · Parchi nazionali del Kazakistan |          |
| Parco nazionale di Bayanaul          | 1985        | Pavlodar                           | 68.453          | Mappa di localizzazione: Kazakistan · Parchi nazionali del Kazakistan |          |
| Parco nazionale di Burabay           | 2000        | Akmola                             | 83.511          | Mappa di localizzazione: Kazakistan · Parchi nazionali del Kazakistan |          |
| Parco nazionale di Buyratau          | 2011        | Akmola e Karaganda                 | 88.968          | Mappa di localizzazione: Kazakistan · Parchi nazionali del Kazakistan |          |
| Parco nazionale di Charyn            | 2004        | Almaty                             | 127.050         | Mappa di localizzazione: Kazakistan · Parchi nazionali del Kazakistan |          |
| Parco nazionale dell'Ile-Alatau      | 1996        | Almaty                             | 199.703         | Mappa di localizzazione: Kazakistan · Parchi nazionali del Kazakistan |          |
| Parco nazionale di Karkaraly         | 1998        | Karaganda                          | 112.120         | Mappa di localizzazione: Kazakistan · Parchi nazionali del Kazakistan |          |
| Parco nazionale di Katon-Karagai     | 2001        | Kazakistan Orientale               | 643.477         | Mappa di localizzazione: Kazakistan · Parchi nazionali del Kazakistan |          |
| Parco nazionale di Kokshetau         | 1996        | Akmola e Kazakistan Settentrionale | 182.076         | Mappa di localizzazione: Kazakistan · Parchi nazionali del Kazakistan |          |
| Parco nazionale dei laghi Kälsai     | 2007        | Almaty                             | 161.045         | Mappa di localizzazione: Kazakistan · Parchi nazionali del Kazakistan |          |
| Parco nazionale Sayram-Ugam          | 2006        | Turkistan                          | 149.053         | Mappa di localizzazione: Kazakistan · Parchi nazionali del Kazakistan |          |
| Parco nazionale dello Zhongar-Alatau | 2010        | Almaty                             | 356.022         | Mappa di localizzazione: Kazakistan · Parchi nazionali del Kazakistan |          |
| Totale:                              | Totale:     | Totale:                            | 2.332.631       |                                                                       |          |